# (33258) Femariebustos
1998 HX38 (asteroide 33258) é um asteroide da cintura principal. Possui uma excentricidade de 0.16591520 e uma inclinação de 2.16097º.
Este asteroide foi descoberto no dia 20 de abril de 1998 por LINEAR em Socorro.